# Filip Lukšík
Filip Lukšík (Banská Bystrica, 3 februari 1985) is een Slowaakse profvoetballer die als middenvelder speelt.
Hij begon in de jeugd bij FK Dukla Banská Bystrica en begon op senioren niveau in 2003 in het tweede team van SK Sigma Olomouc. Tussen 2004 en 2007 speelde hij op huurbasis voor SK Lipová. Het eerste deel van het seizoen 2007/08 speelde hij weer voor Sigma Olomouc en daarna op huurbasis voor FK Fotbal Třinec. Het seizoen daarna werd hij aan AS Trenčín verhuurd. Hij keerde terug bij het tweede van Sigma Olomouc en ging halverwege het seizoen 2009/10 naar Polen.
Hij speelde voordat hij naar FK Senica kwam, bij Odra Wodzisław in Polen.
In de zomerstop van 2011 maakte hij de overstap naar ADO Den Haag. In zijn debuutwedstrijd, op 14 juli in de Europa League-play-offs, veroorzaakte hij een penalty en kreeg hij een rode kaart.

## Clubcarrière
| Seizoen | Club                     | Land               | Wedstrijden | Doelpunten | Competitie         |
| ------- | ------------------------ | ------------------ | ----------- | ---------- | ------------------ |
| 2004/05 | FK Dukla Banská Bystrica | Vlag van Slowakije | 1           | 0          | Corgoň liga (I)    |
| 2005/09 | SK Sigma Olomouc         | Vlag van Tsjechië  | 7           | 0          | Gambrinus liga (I) |
| 2005/07 | → SK Lipová              | Vlag van Tsjechië  |             |            | MSFL (III)         |
| 2008    | → FK Fotbal Třinec       | Vlag van Tsjechië  | 11          | 0          | 2. liga (II)       |
| 2008/09 | → AS Trenčín             | Vlag van Slowakije | 32          | 4          | 1. liga (II)       |
| 2009/10 | Odra Wodzisław           | Vlag van Polen     | 9           | 1          | I liga (II)        |
| 2010/11 | FK Senica                | Vlag van Slowakije | 33          | 3          | Corgoň liga (I)    |
| 2011/12 | ADO Den Haag             | Vlag van Nederland | 6           | 0          | Eredivisie (I)     |
| 2012/13 | → Slovan Bratislava      | Vlag van Slowakije | 23          | 0          | Corgoň liga (I)    |
| 2013/14 | Spartak Myjava           | Vlag van Slowakije |             |            | Corgoň liga (I)    |
| Totaal  | Totaal                   | Totaal             | 122         | 8          | 8                  |

## Interlandcarrière
Lukšík maakte zijn debuut in het nationaal elftal op 26 maart 2011 in de met 0-1 gewonnen uitwedstrijd tegen Andorra